# Museu da Casa do Arco
A Casa do Arco - Museu de S. Cucufate é um museu de arqueologia localizado em Vila de Frades, em Portugal.
A Casa do Arco foi em sua origem um estabelecimento prisional masculino, o que deixou algumas marcas no edifício, nomeadamente o gradeamento que as janelas do piso inferior ostentam, constituindo-se como imagem de excepção no conjunto arquitectónico do povoado e mais propriamente do largo. 
Até meados do século XIX o edifício terá servido de habitação a uma rica família alentejana, conhecida pelo nome de Souto Maior.
Quando então corriam os anos de 1935 a 1937, funcionou aqui uma delegação da Mocidade Portuguesa para logo depois, e até à década de 1950 do século XIX, o edifício ser arrendado à “Direcção da Sociedade dos Altos”, local de festejos e encontro das gentes menos endinheiradas da vila, tendo nascido como alternativa à “Sociedade dos Ricos”, localizada no largo mesmo ali ao lado, mas onde a entrada do "povo miúdo" era negada. 
Actualmente propriedade da Câmara Municipal de Vidigueira, a casa foi cedida ao Ministério da Cultura que realizou obras de beneficiação e adaptação, na sequência das quais aí se instalou a exposição permanente A villa de S. Cucufate, onde se encontram patentes os materiais mais representativos recolhidos durante as diversas campanhas de escavação realizadas naquele sítio arqueológico. Organizada por temas – que correspondem, fundamentalmente, às diversas actividades que compunham o quotidiano de quem habitou o local – a exposição procura essencialmente transmitir ao visitante uma imagem do dia a dia de uma propriedade agrícola em época romana, remetendo, a partir dos objectos inanimados, para os homens e mulheres que habitaram aqueles lugares.
A Casa do Arco conta, ainda, com uma pequena sala polivalente, que pode ser utilizada como auditório ou sala de exposições temporárias.
A gestão deste espaço é assegurada, conjuntamente, pela Direcção Regional de Cultura do Alentejo, Câmara Municipal de Vidigueira e Junta de Freguesia de Vila de Frades.